# Les Triplettes de Belleville
Pour les articles homonymes, voir Triplette et Belleville.
Pour plus de détails, voir Fiche technique et Distribution.
Les Triplettes de Belleville est un film d'animation français et réalisé par Sylvain Chomet, sorti en 2003. Le film a été récompensé par plusieurs prix.

## Synopsis
Le film commence par un spectacle de variétés, mettant en scène trois chanteuses (encore jeunes), Rose, Violette, et Blanche, les Triplettes de Belleville. On voit ce même spectacle diffusé sur une télévision. En France, Mme Souza élève son petit-fils, Champion, jeune garçon triste et orphelin. Tous les 2 sont en train de regarder le spectacle des triplettes, diffusé à la télévision. Le programme s'interrompt alors pour laisser place à un avertissement d'interruption momentanée. Mme Souza demande alors à Champion si le « film » est fini. Champion, mélancolique, ne lui répond pas, et préfère changer de chaîne, pour un concert de piano. Voyant que l'instrument attire l'attention du jeune garçon, Mme Souza ressort alors un vieux piano et essaye de distraire Champion en lui jouant une gamme. Mais le garçon toujours aussi triste reste indifférent. La grand-mère pense alors que le petit garçon doit se sentir seul. Elle lui achète alors un chien : Bruno. Le chien ne parvenant pas à le dérider, elle lui achète un train électrique. Peine perdue, le garçon est toujours aussi mélancolique. Finalement, en rangeant la chambre de Champion, Mme Souza découvre un livre contenant des photos de cyclistes célèbres, que le jeune garçon semble admirer, ainsi qu'un cliché de ses parents assis sur un vélo en amoureux. La grand-mère décide donc d'acheter un tricycle, pour remonter le moral de Champion. L'enfant se révélant enfin passionné par quelque chose, commence à pédaler joyeusement. Après quelques années passées à suivre un entraînement dur et rigoureux, le jeune Champion, s'engage sur les routes du Tour de France. Néanmoins, Champion se retrouve à la traîne, épuisé, et est enlevé par de mystérieux hommes tout de noir vêtus qui l'emmènent, ainsi que deux autres concurrents, de l'autre côté de l'Atlantique.
Pour retrouver son petit-fils, Mme Souza n'hésite pas à traverser l'Océan sur un pédalo jusqu'à la lointaine Belleville. Arrivée aux États-Unis, elle se retrouve sans le sou, mais fait la rencontre (en musique et en chanson) de trois vieilles dames, Rose, Violette et Blanche, les Triplettes de Belleville. Les Triplettes emmènent Mme Souza dans leur appartement, puis, après un plantureux dîner aux grenouilles, la font participer à l'un de leurs spectacles en tant que musicienne. Pendant ce spectacle, Mme Souza aperçoit des membres de la Mafia française, qui ressemblent étrangement aux hommes qui ont enlevé Champion. Aidée par les Triplettes, elle parvient à les suivre et à libérer son petit-fils après une course-poursuite homérique. Le film se termine sur Champion, regardant un spectacle de variétés à la télévision. À côté de lui, la place sur le banc de sa grand-mère (vide). Se remémorant son passé, le jeune garçon devenu vieil homme se souvient alors du spectacle de variété, visionné autrefois en compagnie de sa grand-mère. La voix de sa grand-mère lui parvient alors, lui demandant à nouveau si le « film » est fini (comme au début). Champion se tourne vers le côté du banc vide, et clôture le film avec cette unique phrase : « C'est fini Mémé. »

## Fiche technique
- Titre : Les Triplettes de Belleville
- Réalisation : Sylvain Chomet
- Scénario : Sylvain Chomet
- Graphisme : Sylvain Chomet (largement inspiré de celui de Nicolas de Crécy pour les décors)
- Décors : Evgeni Tomov, Michel Breton (création) et Thierry Million (couleurs)
- Animation : Pieter Van Houte, Sylvain Chomet, Jean-Christophe Lie et Benoît Feroumont
- Effets spéciaux : Pieter Van Houte
- Montage : Chantal Colibert Brunner
- Montage son : pour les effets Valérie Capoen et pour les ambiances Stéphanie Perrin
- Musique : Benoît Charest
  - Musiciens : Thomas Dutronc (guitare solo), Christopher B.J. Smith (trombone et tuba)
- Producteurs : Viviane Vanfleteren, Régis Ghezelbash et Colin Rose
  - Producteurs délégués : Didier Brunner et Paul Cadieux
- Sociétés de production : Les Armateurs, France 3 Cinéma, RGP Productions (France)
- Sociétés de distribution : Diaphana Films (France) et Celluloïd Dreams (étranger)
- Budget : 2 000 000 $ US
- Pays d'origine :  France
- Langue : Français
- Format : couleur — 35 mm — 1.66:1 — son Dolby Digital
- Genre : animation et aventure
- Durée : 78 minutes
- Date de sortie : 
  - France : 11 juin 2003

## Distribution
- Lina Boudreau : Rose Triplette
- Mari-Lou Gauthier : Violette Triplette
- Michèle Caucheteux : Blanche Triplette
- Béatrice Bonifassi : les trois Triplettes (voix chantées)
- Charles Prévost-Linton : chant
- Monica Viegas : Madame Souza
- Jean-Claude Donda : le commentateur sportif, mendiant à Belleville
- Michel Robin : Champion (adulte)
- Matthieu Chedid : chant (générique de fin)

## Distinctions

### Récompenses
- Étoile d'or du film 2004
- Prix Génie 2005
- Prix Lumières du meilleur film 2004
- César de la meilleure musique écrite pour un film 2004 pour Benoît Charest

### Nominations
- César 2004 :
  - Meilleur film
  - Meilleur premier film
- Oscars 2004
  - Meilleur film d'animation
  - Meilleure chanson originale pour Belleville Rendez-vous

## Box-office
| Pays ou région    | Box-office        |
| ----------------- | ----------------- |
| France            | 867 623 entrées   |
|                   |                   |
|                   |                   |
|                   |                   |
|                   |                   |
|                   |                   |
|                   |                   |
|                   |                   |
|                   |                   |
|                   |                   |
| Total hors France | 2 000 000 entrées |
| Total Monde       | 2 867 623 entrées |

## Autour du film
- Le style graphique des Triplettes de Belleville rappelle celui de Nicolas de Crécy[1] dont Sylvain Chomet était l'ami et le collaborateur ; un collectif de professionnels de l'animation a regretté l'absence de mention à ce sujet dans le générique[2] tandis que Crécy a considéré que Chomet avait « plagié l'univers » du Bibendum céleste[3].
- La scène d'introduction met en scène les triplettes de Belleville (encore jeunes), mais aussi, Charles Trenet en chef d'orchestre, Fred Astaire, qui se fait attaquer par ses chaussures, et Joséphine Baker, attaquée, elle, par les hommes du public, et enfin Django Reinhardt en guitariste qui joue avec ses pieds ;
- Le chien Bruno voit des trains depuis sa fenêtre, tel que Elwood dans Les Blues Brothers
- Le film fait aussi apparaître d'autres célébrités tel que Cab Calloway en serveur de restaurant et Fausto Coppi en l'un des trois cyclistes de Belleville ;
- L'accordéoniste du film, Roberte Rivette, est une parodie d'Yvette Horner ;
- Le film inspirera la chanteuse Marcella Puppini qui, en 2004, fondera le trio The Puppini Sisters ;
- On aperçoit un extrait du film Jour de fête de Jacques Tati lorsque les Triplettes regardent la télévision ; la girouette sur la maison de Champion fait également penser au facteur du film de Tati et l'affiche du film Les Vacances de Monsieur Hulot apparaît aussi dans l'appartement des triplettes de Belleville ;
- Blanche, une des Triplettes lit un livre intitulé Mabassine, dont les dessins sont typiquement ceux de la bande dessinée Bécassine.
- Le pianiste de l'interlude est une parodie de Glenn Gould jouant le prélude no 2 en do mineur BWV 847 du Clavier bien tempéré. Ce prélude est repris et varié tout au long du film : une reprise jazz de ce même prélude peut être entendue au début de la scène du restaurant, on le reconnaît aussi lorsque Madame Souza joue sur une roue de vélo avec les Triplettes, sous le pont. On en entend une variation très lente lors de la montée de la côte qui contraindra Champion à abandonner ;
- Dans la scène où Roberte Rivette est coincée sous un pont, on aperçoit l'agent de police du court métrage La Vieille Dame et les Pigeons ;
- À l'arrivée de l'étape du Tour de France, on peut voir le sponsor La Walkyrie, parodie du célèbre fromage La vache qui rit ;
- La traversée de l'Atlantique se fait sur fond du Kyrie de la Grand-Messe en ut mineur de Mozart.
- Dans l'épisode 14 de la saison 22 de la série Les Simpson, lors d'un festival de court métrage, l'un des nommés est Les Frangins de Beauville. Dans l'extrait présenté, on voit trois Français caricaturaux autour d'une table avec du fromage, du vin et une tour Eiffel en cure-dent ainsi que Bruno, le chien du film Les Triplettes de Belleville. De plus, la musique utilisée est celle du film.
- Lorsque Mme Souza, se rend dans l'appartement des Triplettes, on peut remarquer dans les toilettes du palier entrouvertes, un étron reprenant les codes de la tête de Mickey Mouse, mascotte emblématique des studios Disney. Ce petit clin d’œil vient de la volonté des producteurs du film (tels que son réalisateur Sylvain Chomet) d'arriver à faire de l'ombre aux grands studios d'animations américains, et à leur style édulcoré, via un film cru, aux thèmes matures et à l'animation caricaturale envahie de références, pour la plupart franco-françaises[4].

## Les Triplettes de Belleville (bande originale du film)
1. Sous le pont - 01:48
2. Belleville Rendez-Vous - 03:11
3. Générique d'ouverture	- 00:52
4. Cabaret d'ouverture - 03:13
5. Tour de France - 01:28
6. Attila Marcel - 02:22
7. Thème Bruno - 01:27
8. Tout Doux Bruno (Easy, Bruno, Easy) - 02:56
9. Belleville Rendez-Vous (Demo) - 03:24
10. Thème de la French Mafia - 01:47
11. Bach à la Jazz - 01:20
12. Cabaret aspirateur - 02:22
13. La Jungle de Belleville - 03:01
14. Barbier Cieco, Cieco - 01:49
15. Pa Pa Pa Palavas - 02:50
16. Retour de la French Mafia - 01:36
17. Filature - 02:51
18. Poursuite - 06:26
19. Belleville Rendez-Vous - 05:56

## Spectacle
À partir de 2013, Benoît Charest accompagné du Terrible Orchestre de Belleville donneront des spectacles de Ciné-concert où ils interprèteront la musique des Triplettes de Belleville, en synchronie avec le film projeté sur grand écran.